# Lesley Yellowlees
Lesley Jane Yellowlees (nascida em 1953) é uma química inorgânica britânica que conduz pesquisas em espectroeletroquímica, reações de transferência de elétrons e espectroscopia de ressonância paramagnética eletrônica (EPR). Lesley Jane Yellowlees também foi eleita presidente da Royal Society of Chemistry entre 2012–14 e foi a primeira mulher a ocupar esse cargo.

## Infância e educação
Lesley Jane Yellowlees nasceu em 1953, em Londres (capital da Inglaterra), mudando-se para Edimburgo (capital da Escócia) aos 9 anos, e frequentando a St Hilary's Girls' School. Seu pai trabalhava para Rank Hovis McDougall e ela tem duas irmãs. Concluiu o ensino superior na Universidade de Edimburgo, obtendo bacharelado em Física Química em 1975 e o doutorado em Eletroquímica Inorgânica em 1982. Lesley Jane foi a única mulher  que se formou da sua turma de graduação, graduando-se em primeiro lugar. Em seguida, Lesley Jane iniciou o seu pós-doutoramento na Universidade de Glasgow, em 1983.

## Carreira e pesquisa
O primeiro emprego de Lesley Jane Yellowlees foi como administradora no Serviço Nacional de Saúde, mas depois de se mudar para Brisbane, dedicou-se à pesquisa eletroquímica e, posteriormente, trabalhou na Universidade de Queensland (na Austrália). Retornando à Universidade de Edimburgo para fazer um doutorado em química de células solares, Lesley Jane tornou-se demonstradora em 1986, professora em 1989 e foi nomeada professora de eletroquímica inorgânica em 2005. Ela foi a primeira mulher a ser nomeada chefe de química da universidade, sendo vice-diretora da universidade e chefe da Faculdade de Ciências e Engenharia.

### Honrarias e prêmios

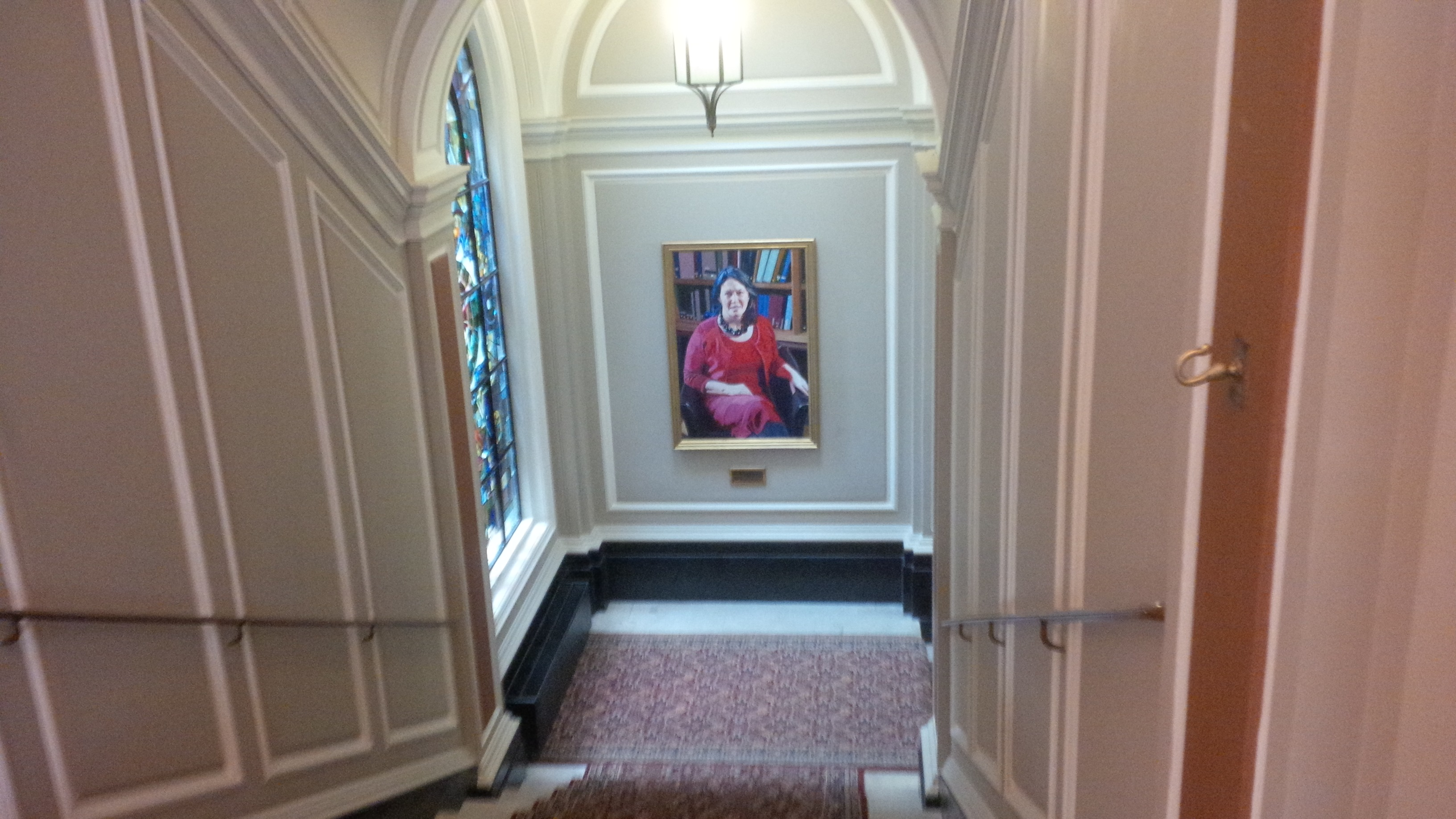
Um retrato da Professora Lesley Jane Yellowlees, de Peter Edwards, está pendurado na escadaria da Royal Society of Chemistry.

Lesley Jane Yellowlees foi nomeada membro da Royal Society of Chemistry em 2005 e membro honorário da Royal Society of Chemistry em 2015. É membro da Royal Society of Edinburgh desde 2012 e também é Fellow do Instituto de Física do Reino Unido e da Irlanda.
Para marcar o Ano Internacional da Química, a IUPAC selecionou 25 mulheres, incluindo Lesley Jane Yellowlees, para o Prêmio Distinguished Women Chemistry/Chemical Engineering.
Ela assumiu a presidência da Royal Society of Chemistry em 4 de julho de 2012 para um mandato de dois anos (ela foi sucedida pelo professor Dominic Tildesley).
A National Portrait Gallery tem dois retratos dela. Há também uma pintura dela feita por Peter Edwards localizada na Burlington House, sede da Royal Society of Chemistry.
Lesley Jane foi nomeada Membro da Ordem de Cavalaria Britânica (MBE) em 2005 por serviços prestados à ciência e CBE nas homenagens de Ano Novo de 2014 por serviços prestados à química.
Lesley Jane Yellowlees possui um doutorado honorário da Heriot-Watt University (concedido em 2012), e da Edinburgh Napier University (concedido em 2016).
Lesley Jane foi nomeada Ex-Aluna do Ano de 2013 da Universidade de Edimburgo em homenagem à sua pesquisa, liderança e seu trabalho como defensora das mulheres nas disciplinas STEM.
Em 2014, ela foi incluída na lista da BBC das 100 Mulheres mais inspiradoras do mundo.

## Vida pessoal
Ela é casada com Peter W. Yellowlees, um revisor oficial de contas, têm dois filhos.